# Ludvig Holm
Ludvig Sophus Adolph Theodor Holm (24. december 1858 i København – 8. april 1928 smst) var en dansk violinist og komponist. 
Ludvig Holms far var komponisten Vilhelm Christian Holm, der også var bratschist i Det Kongelige Kapel og sønnen valgte den samme vej. I årene 1875-1878 studerede han på Det Kongelige Danske Musikkonservatorium med Valdemar Tofte, Edmund Neupert, J.P.E. Hartmann, Niels W. Gade og Johan Christian Gebauer som lærere. I 1880 konkurrerede han sig ind i kapellet hvor han i 1900-1917 var koncertmester. Han var en årrække næstformand i Kammermusikforeningen og i mange år kunstnerisk leder af Folkekoncerterne af 1886. Fra 1911 til dets ophør 1920 var han leder af C.F.E. Hornemans konservatorium, i hvis bestyrelse han havde siddet siden 1906. Fra 1922 til sin død var han lærer ved Det kgl. musikkonservatorium. Han sad også i hovedbestyrelsen for Dansk Tonekunstner Forening indtil 1909 og var Ridder af Dannebrog.

## Musik
- op. 1 Fire sange
- op. 2 Klavervariationer
- op. 3 klaver
- op. 4 klaver
- op. 5 Strygekvartet Eb-dur
- op. 6 Violinkoncert (1905)
- op. 7 Klaverkvintet
- op. 8 Strygekvartet i Bb-dur (1913/1916/1924)
- op. 9 klaver
- op. 10 Symfonisk fragment (1927)

- Sonate i C-dur (til konservatorieoptagelsesprøven 1874)
- Allegretto (klaver 1882)
- Promenade (klaver 1882)
- Uset af Verdens Øie og Den Menneskesøn, som født af Gud (blandet kor SATB – 1883)
- Reinald synger (blandet kor SATB – 1883)
- Foraarsstemninger Sonate for Piano-Forte (1888)
- Serenade (klaver 1888)
- Praeludium orgel 1901
- Con brio (klaver 1905)
- Andante espressivo (klaver 1907)
- Ländler (klaver 1915)
- Kærlighed, Danmarks Æventyr (til Tivolireyen 1916)
- Trois petites valses (Tirolienne, Valse lente, Ländler – 1916)
- Fire Fantasiestykker for Klaver (1917)
- Allegretto quasi Andantino klaver 1923
- Vaarbrud og Fuglestemmer klaver 1922

- 6 kleine Klavierstudien für die Jugend
- Introduction (bratsch og klaver)
- Fædreneland, ved den bølgende Strand (blandet kor SATB)
- 2 Klaverstykker i d-mol og E-dur

## kilder m.m.
- Ludvig Holm på gravsted.dk
- Dansk biografisk Leksikon 1979